# Шюпфен
Шюпфен (нем. Schüpfen) — коммуна в Швейцарии, в кантоне Берн. 
Входит в состав округа Аарберг. Население составляет 3262 человека (на 31 декабря 2006 года). Официальный код — 0311.